# Sanremo Open
Il Sanremo Open è stato un torneo di tennis dell'ATP Tour giocato solo nel 1990. Si è giocato a Sanremo in Italia su campi in terra rossa. 

## Albo d'oro

### Singolare
| Anno | Vincitore    | Finalista     | Punteggio |
| ---- | ------------ | ------------- | --------- |
| 1990 | Jordi Arrese | Juan Aguilera | 6–2, 6-2  |

### Doppio
| Anno | Vincitori                      | Finalisti                   | Punteggio     |
| ---- | ------------------------------ | --------------------------- | ------------- |
| 1990 | Mihnea-Ion Nastase Goran Prpić | Ola Jonsson Fredrik Nilsson | 3–6, 7–5, 6–3 |